# Mistrzostwa Świata w biegu 24-godzinnym 2003
Mistrzostwa Świata w biegu 24-godzinnym 2003 – zawody lekkoatletyczne, które odbyły się 11 i 12 października 2003 w Uden.

## Medaliści
|                         | 1. miejsce                                                                   | 2. miejsce                                                                       | 3. miejsce                                                                    |
| Mężczyźni indywidualnie | Paul Beckers 270,087 km                                                      | Ryoichi Sekiya 267,223 km                                                        | Etienne van Acker 264,967 km                                                  |
| Mężczyźni drużynowo     | Belgia 791,901 km 1. Paul Beckers · 2. Etienne van Acker · 3. Lucien Taelman | Rosja 739,569 km 1. Andrei Kazantsev · 2. Dmitrii Tishin · 3. Vladimir Kurbatov  | Japonia 729,956 km 1. Ryoichi Sekiya · 2. Kaname Sakurai · 3. Muneharu Kuroda |
| Kobiety indywidualnie   | Irina Reutovich 237,052 km                                                   | Galina Eremina 232,050 km                                                        | Joelle Semur 227,279 km                                                       |
| Kobiety drużynowo       | Rosja 684,858 km 1. Irina Reutovich · 2. Galina Eremina · 3. Irina Koval     | Francja 649,303 km 1. Joelle Semur · 2. Colette Musy · 3. Veronique Jehanno-Valy | Japonia 628,440 km 1. Masae Kamura · 2. Fumie Sata · 3. Hiroko Okiyama        |

## Reprezentacja Polski

### Mężczyźni
Drużyna mężczyzn zajęła 17. miejsce z wynikiem 551,489 km
| Miejsce | Zawodnik         | Klub               | Rezultat   |
| ------- | ---------------- | ------------------ | ---------- |
| 15.     | Marek Gulbierz   | LKS Korab Olecko   | 234,230 km |
| 72.     | Miroslav Lasota  | PKS Wałcz          | 167,086 km |
| 80.     | Waldemar Pędzich | LKS Kurp Ostrołęka | 150,173 km |

### Kobiety
| Miejsce | Zawodniczka        | Klub                        | Rezultat   |
| ------- | ------------------ | --------------------------- | ---------- |
| 29.     | Irena Lasota       | PKS Wałcz                   | 179,591 km |
| 35.     | Alicja Banasiak    | TKKF Beskidek Bielsko-Biała | 164,344 km |
| 44.     | Barbara Szlachetka | KS AZS AWF Wrocław          | 80,469 km  |